# Georg Krauss
Georg Krauss, od roku 1905 rytíř von Krauss (25. prosince 1826, Augsburg – 5. listopadu 1906, Mnichov) byl německý průmyslník.

## Život

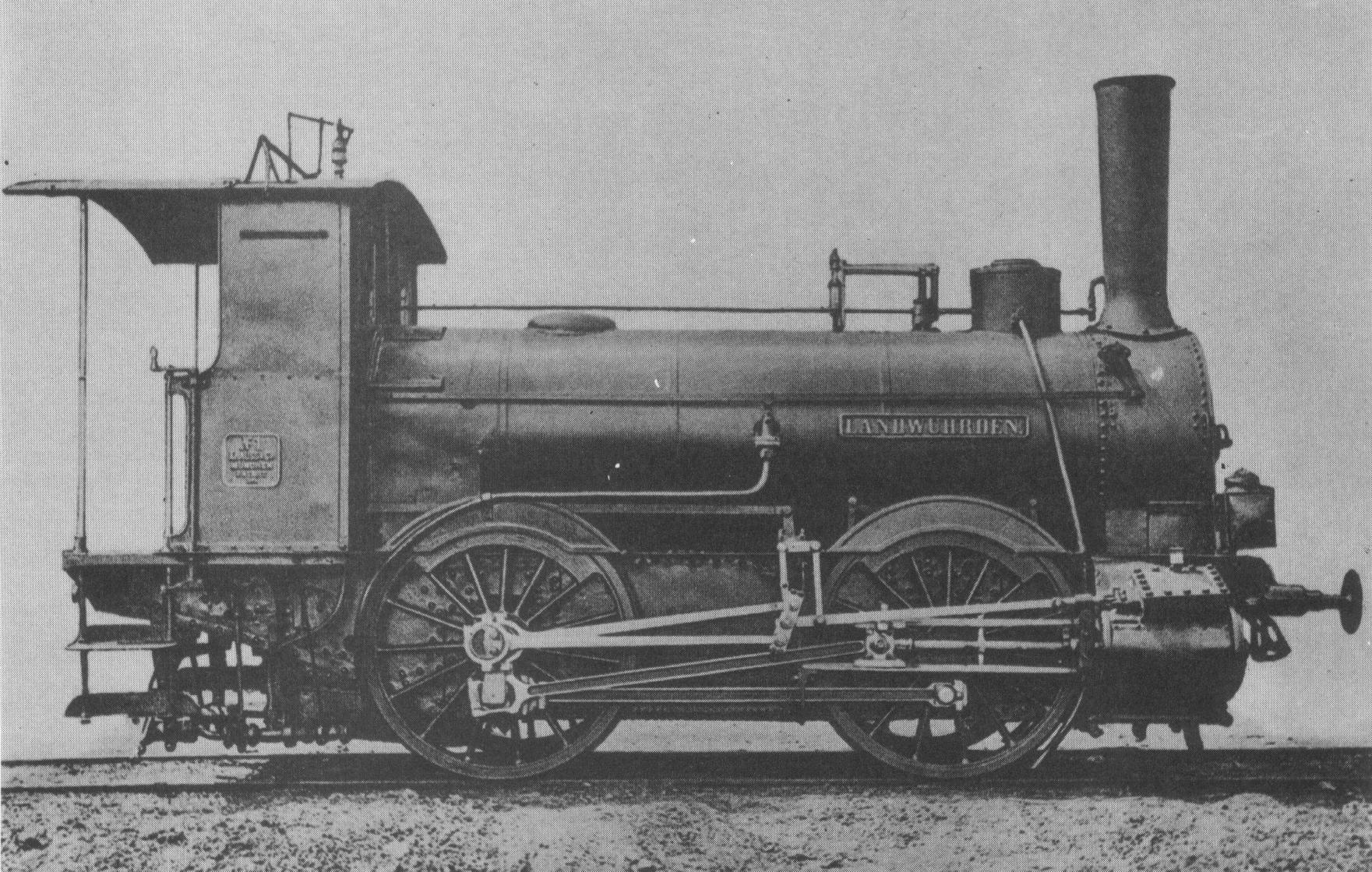
Lokomotiva Landwührden, první typ vyráběný továrnou Krauss

Navštěvoval polytechniku v Augsburgu, poté pracoval jako zámečník v továrně na lokomotivy Maffei a do roku 1857 u státních bavorských železnic jako strojvůdce. 17. července 1866 založil firmu Lokomotivfabrik Krauss & Comp. (později Krauss-Maffei). Továrna sídlila u mnichovského hlavního nádraží a pobočky měla v Sendlingu – dnes městské části Mnichova (zal. 31. května 1872) a v rakouském Linci (zal. 1. září 1880). Továrna vyráběla menší lokomotivy s mnoha různými rozchody (116 různých rozměrů) a exportovala je do německy mluvících zemí, ale i do Bosny, Finska, Jugoslávie, Maďarska, Polska, Španělska, Řecka, Japonska, Itálie a Namibie. Společně s Dr. Hugo Güldnerem, Dr. Carlem von Linde založil 15. února 1904 v Mnichově společnost Güldner-Motoren GmbH, která se stala později součástí koncernu Linde.